# 龜井站
龜井站（日语：／ Kamei eki */?）是位於熊本縣熊本市北區清水龜井町，屬於熊本電氣鐵道的菊池線車站。車站編號為KD10。

## 歷史
- 1913年（大正2年）8月27日：車站啟用。
- 1949年（昭和24年）4月1日：藤崎宮前至此站的走線變更。
- 2015年（平成27年）4月1日：此站可以使用交通系IC卡「熊本地域振興IC卡（日语：熊本地域振興ICカード）（熊本熊之IC CARD）」[1]。
- 2019年（令和元年）10月1日：此站引入車站編號[2]。

## 車站構造
本站是地面車站，設有1面1線的單式月台。此站是無人車站，月台上設有IC卡讀卡機（只有入閘機）。

## 使用狀況
| 年度   | 1日平均 乘車人次 | 1日平均 上下車人次 |
| ------ | ---------------- | ------------------ |
| 2012年 |                  | 470                |
| 2013年 |                  | 511                |
| 2014年 | 286              | 534                |
| 2015年 |                  | 511                |
| 2016年 |                  | 545                |
| 2017年 |                  | 473                |
| 2018年 |                  | 402                |

## 車站周邊
- 光照寺（日语：光照寺）
- 國道3號
- 熊本縣道37號熊本菊鹿線（日语：熊本県道37号熊本菊鹿線）
- 熊本市立清水小學（日语：熊本市立清水小学校）
- 萬石簡易郵局

## 巴士路線
龜井巴士站
- 電鐵巴士（北1、北2、北5、北8、縣33、縣34系統）

## 相鄰車站
熊本電氣鐵道
■菊池線
北熊本（KD08）－龜井（KD10）－八景水谷（KD11）

### 曾經存在的路線
熊本電氣鐵道
鐵道線
松崎－龜井

## 注腳
1. 1 2  電鉄電車（菊電）でのご利用 （页面存档备份，存于）（日語）（熊本熊之IC CARD）
2. ↑  電車 「駅ナンバリング」導入のお知らせ （页面存档备份，存于）（日語） - 熊本電氣鐵道，2019年8月15日，同日參閲。
3. ↑  公共交通の現状等、52頁 （页面存档备份，存于）（日語） ，2018年12月10日參閲
4. ↑  国土数値情報(駅別乗降客数データ)  （页面存档备份，存于）（日語） - 國土交通省，2018年12月10日參閲
5. ↑  国土数値情報　駅別乗降客数データ  （页面存档备份，存于）（日語） - 國土交通省，2020年9月19日參閲

## 外部連結
- 龜井站 （页面存档备份，存于）（日語）（路線圖、車站情報） - 熊本電氣鐵道